# 溪銀漢魚屬
溪銀漢魚屬為輻鰭魚綱銀漢魚目擬銀漢魚科的其中一屬，生活于佛罗里达州半岛南端的东部，北部是PeeDee河的入海口和五大湖（不包括苏必利尔湖）的圣劳伦斯河入海口。

## 分類
- 大眼溪銀漢魚(Labidesthes sicculus)

## 扩展阅读
- 維基物種上的相關：溪銀漢魚屬